# Cedar Lake
Cedar Lake és una població dels Estats Units a l'estat d'Indiana. Segons el cens del 2000 tenia 9.279 habitants.

## Demografia
Segons el cens del 2000, Cedar Lake tenia 9.279 habitants, 3.394 habitatges, i 2.450 famílies. La densitat de població era de 527,6 habitants per km².
Dels 3.394 habitatges en un 37,9% hi vivien nens de menys de 18 anys, en un 57,9% hi vivien parelles casades, en un 10,2% dones solteres, i en un 27,8% no eren unitats familiars. En el 22,5% dels habitatges hi vivien persones soles el 7% de les quals corresponia a persones de 65 anys o més que vivien soles. El nombre mitjà de persones vivint en cada habitatge era de 2,73 i el nombre mitjà de persones que vivien en cada família era de 3,23.
Per edats la població es repartia de la següent manera: un 28,5% tenia menys de 18 anys, un 9,2% entre 18 i 24, un 32,9% entre 25 i 44, un 20,6% de 45 a 60 i un 8,8% 65 anys o més.
L'edat mediana era de 34 anys. Per cada 100 dones de 18 o més anys hi havia 102,3 homes.
La renda mediana per habitatge era de 43.987 $ i la renda mediana per família de 50.431 $. Els homes tenien una renda mediana de 41.825 $ mentre que les dones 24.861 $. La renda per capita de la població era de 17.825 $. Entorn del 4% de les famílies i el 6,6% de la població estaven per davall del llindar de pobresa.

## Poblacions més properes
El següent diagrama mostra les poblacions més properes.